# Пуш'я
Пуш'я́ (рос. Пушья) — село у складі Верхньокамського району Кіровської області, Росія. Входить до складу Кайського сільського поселення.

## Населення
Населення становить 207 осіб (2010, 312 у 2002).
Національний склад станом на 2002 рік — росіяни 99 %.

## Історія
Село було засноване 1735 року. 1844 року тут була збудована кам'яна Іллінська церква, з 1884 року при ній діяла церковно-парафіяльна школа.